# Silbertal
Silbertal è un comune austriaco di 840 abitanti nel distretto di Bludenz, nel Vorarlberg.